# ویژبیتسا (گمینا ویژبیتسا)
ویژبیتسا (به لاتین: Wierzbica) یک روستا در لهستان است که در گمینا ویژبیتسا (استان لوبلین) واقع شده‌است. ویژبیتسا  ۳۱۰ نفر جمعیت دارد.